# 上杉修
上杉修（うえすぎ　おさむ、1897年（明治30年） - 1979年（昭和54年））は、八戸市の郷土史家。

## 経歴
八戸町上組町生まれ。1922年（大正11年）から1932年（昭和7年）まで小中野町にタクシー会社を経営し、1933年（昭和8年）に番町に公衆浴場を営む。
郷土史家としても八戸藩日記など数多くの郷土資料を収集した。

## 主な研究
1946年（昭和21年）に、八戸南部家の子孫から八戸藩日記などの資料を購入し、野田健次郎と八戸藩の研究に取り組んだ。その結果、1950年（昭和25年）に安藤昌益の家族構成などが判明した。
1967年（昭和42年）に、自宅が火災に見舞われたため、自身が所有していた八戸藩の資料が一部焼失した。その後収集した八戸藩日記は八戸市立図書館所蔵となった。